# Noura Al Sayeh Holtrop
Noura Al Sayeh Holtrop (* 1983 in Palästina) ist eine arabische Architektin und Kuratorin.

## Werdegang
Noura Al Sayeh Holtrop studierte Architektur an der EPF Lausanne und arbeitete anschließend in New York, Jerusalem und Amsterdam. Al Sayeh Holtrop lehrte als Gastprofessorin bei Neven Mikac Fuchs an der AHO Oslo (2020) und heiratete den niederländischen Architekten Anne Holtrop. Sie leitet das Architekturdepartment der Bahrain Authority for Culture and Antiquities und seit 2015 das UNESCO-Welterbe-Projekt Pearling, das als Teil der Wiederbelebung von Muharraq.

## Werk
Bauwerke:
- 2015: Bahrain Pavilion, Expo 2015 Mailand mit Anne Holtrop und Mario Monotti
- 2017: House for Architectural Heritage, Bahrain mit Leopold Banchini[3][4]

Ausstellungen:
- 2010: Bahrain Pavillon Reclaim, Architekturbiennale Venedig mit Fuad Al-Ansari, Harry Gugger und Leopold Banchini
- 2012: Bahrain Pavillon Background, Architekturbiennale Venedig
- 2016: Bahrain Pavillon, Architekturbiennale Venedig mit Anne Holtrop
- 2018: Bahrain Pavillon, Architekturbiennale Venedig mit Nora Akawi
- 2019: Hangar, Amman Design Week

## Auszeichnungen und Preise
- 2010: Goldener Löwe der Architekturbiennale Venedig für Bahrain Pavillon
- 2015: Silbermedaille der Expo Mailand für die beste Architektur und Landschaft für Bahrain Pavillon
- 2019: Aga Khan Award for Architecture für Wiederbelebung von Al-Muharraq, Bahrain

## Bücher
- 2G N.85 Leopold Banchini. Walther König Verlag, Köln 2022 ISBN 978-3-96098-350-7 mit einem Vorwort von Noura Al Sayeh